# Сволок

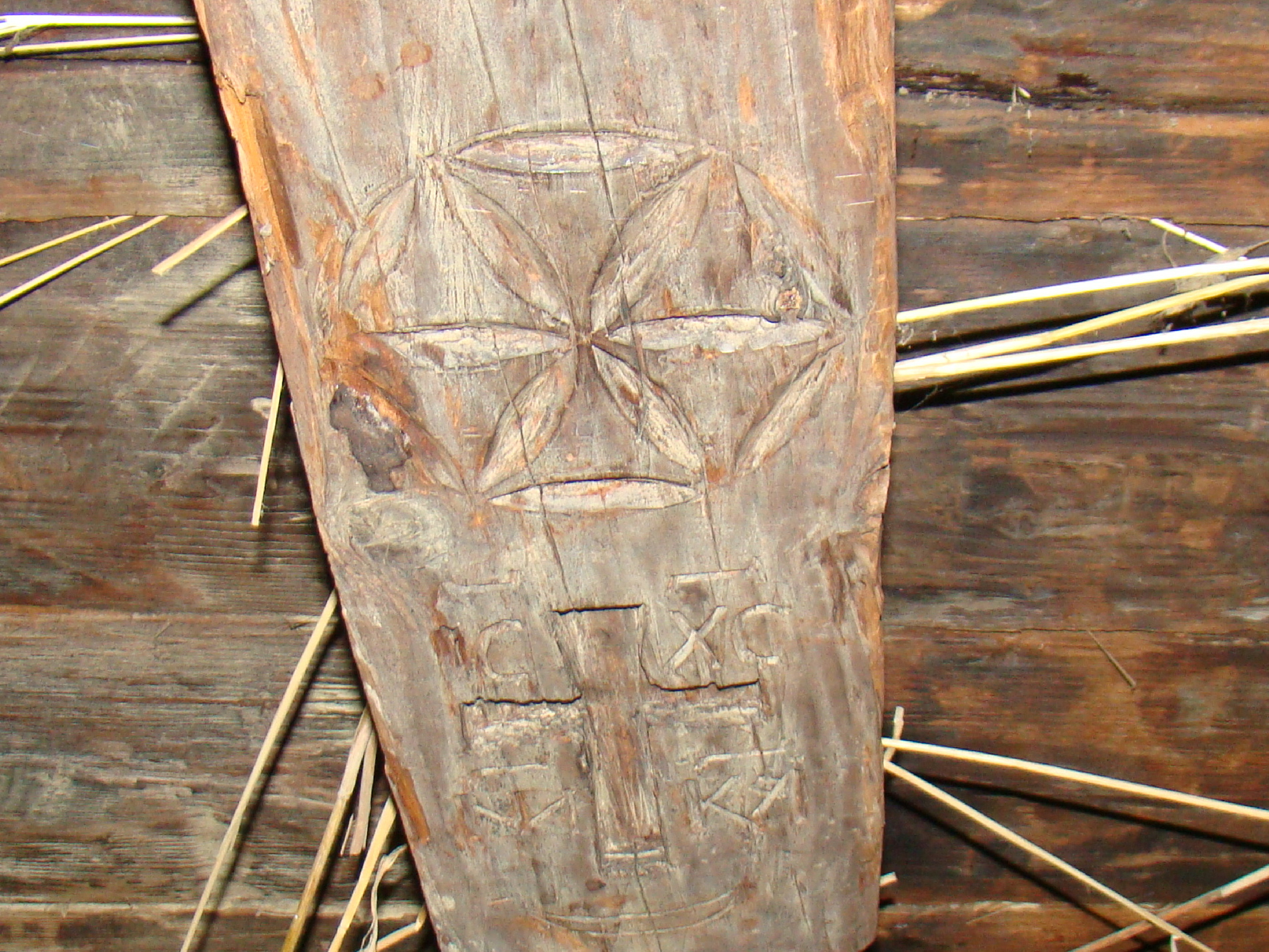
Сволок у старій лемківській хаті (1681), з малюнком «Квітка Життя» або «Громовий знак».

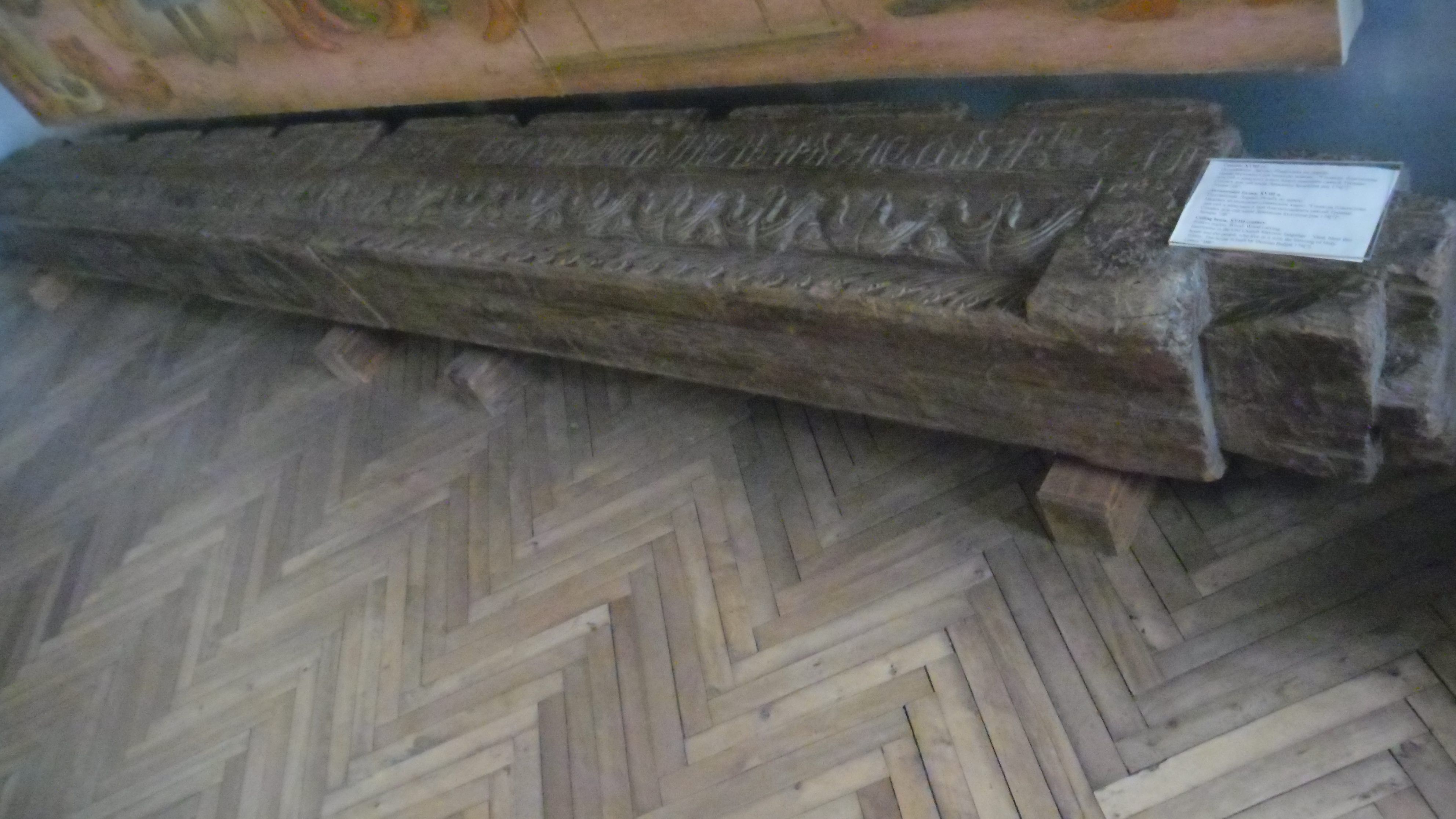
Сволок. Полтавський краєзнавчий музей. 2016 р.

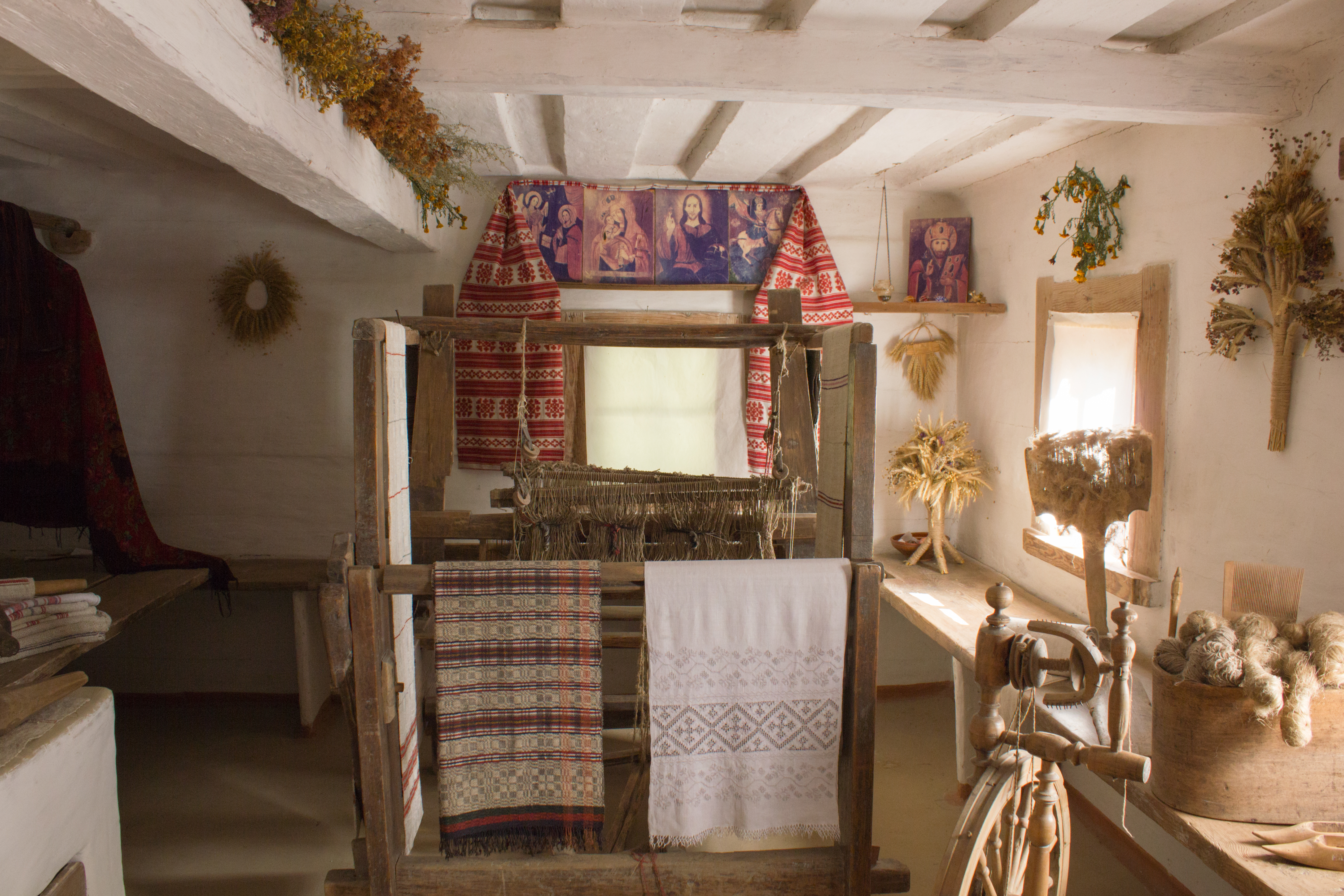
Інтер'єр української хати зі села Яснозір'я Черкаської області (музей у Пирогові). Видно сволок, сволочок й дошки-стелини

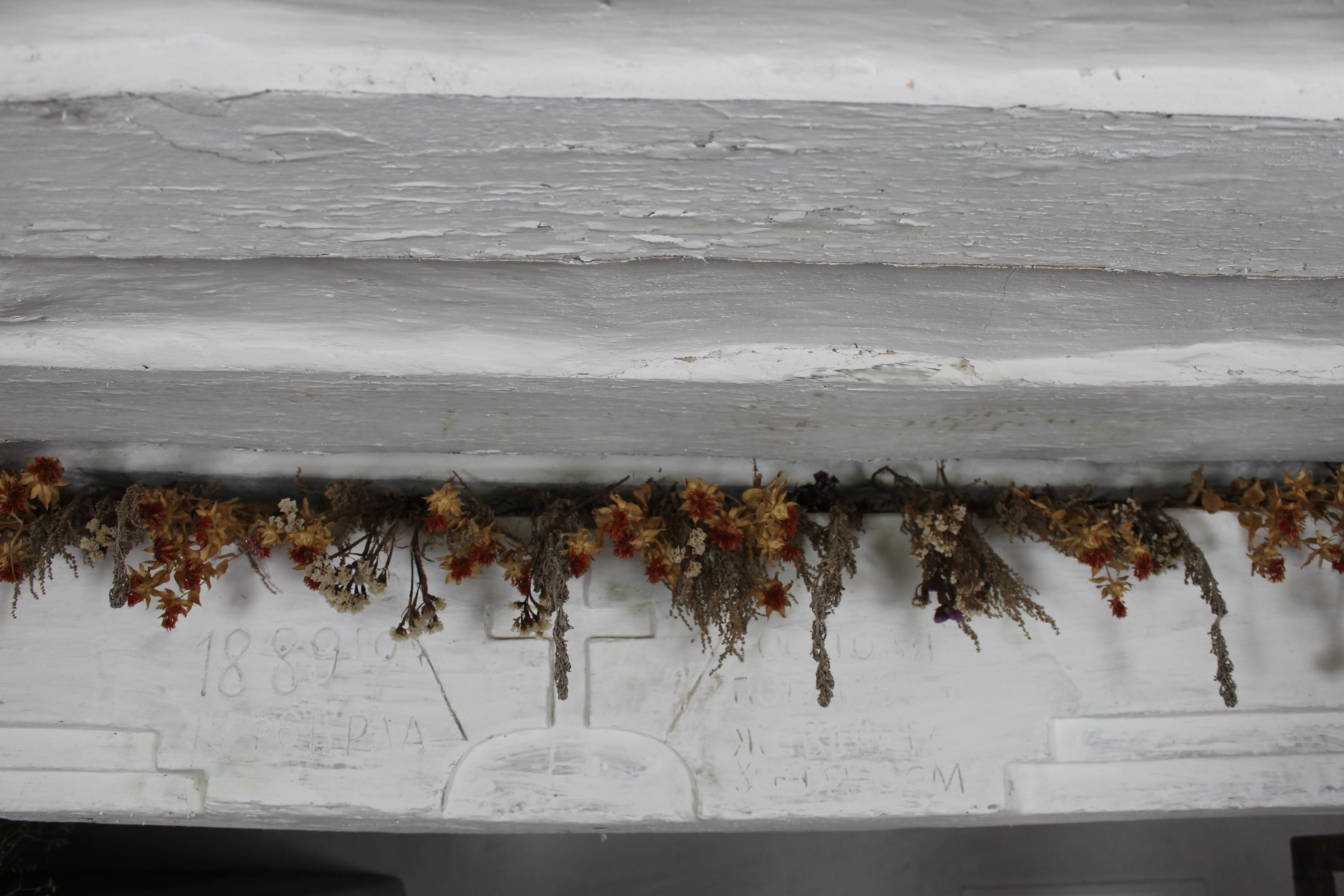
Сушені квіти за сволоком. Музей у Пирогові

Сво́лок (прасл. *sъvolkъ, очевидно, від *velkti, тобто — «що зволікає, стягує»), також бальок, трам, трямо́к, трям (від нім. Trahm) — головна балка, під стелею у дерев'яній споруді.  Сволок в Україні завжди був важливим елементом будівлі, символізував міцність як оселі, так й родини.

## Опис
Сволок виготовляли з товстого стовбура сосни, дуба або липи, який обтісували, надаючи йому прямокутної або квадратної форми.
У старій українській хаті сволок звичай розміщувався по поздовжній осі (поперечні сволоки в Карпатах називають образниками). У більшості районів України сволок у поперечному перетині був прямокутний, іноді робилося два або й три сволоки. У західних, особливо гірських районах, України сволок покривали геометричним різьбленням. У інших районах країни сволок прикрашали візерунками рослинного характеру. На сволок клали 2-4 менші балки — сволочки. Зверху на сволочки стелили дошки (що можуть зватися по-різному — поперечні, стелини, слижі, слижаки). В очеретяній чи хмизовій стелі слижами (сляжами) називаються сволочки, що спираються на сволок і слугують основою для снопів очерету чи хмизового плоту.
До сволока прикріплювався міцний кований гак, до якого підвішували, в разі необхідності, лампу, ворочок, колиску з немовлям, та ін.

## Символізм
Сволок в Україні завжди символізував міцність оселі, багатство, родючість. На сволоку, часто вирізьблювали дату спорудження хати, дані про господарів, благословіння родині, іноді записували важливу інформацію з життя сім'ї. На нього клали дрібні речі — клубки ниток, веретена, книжки, квіти, а також хліб.
Зі сволоком були пов'язані певні забобони: так під час зведення хати встановлення сволока було дуже урочистим і відповідальним моментом, його належало підіймати легко й уважно, щоб ним не вдарити — «бо тоді в господаря буде часто боліти голова». У деяких регіонах існував звичай переносити міцний сволок зі старої хати до нової.
Учасникам встановлення сволока господар виставляв пригощання — «сволоківщину».

## Інше
- В Угорській Русі «сволоками» називали покрівлю[1].
- Сволочок — елемент самопрядки, горизонтальна перекладка[13].

## Галерея

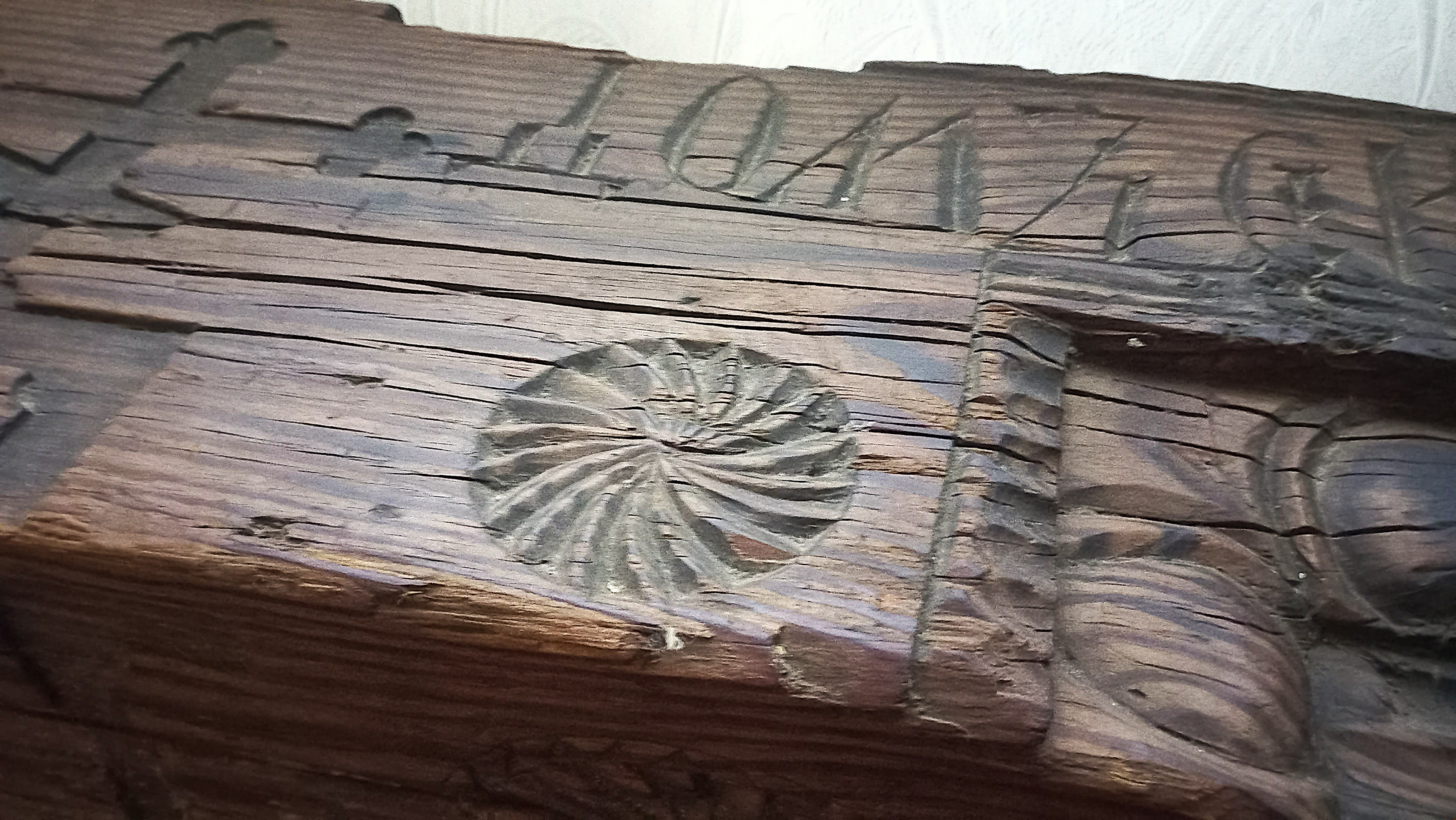
Фрагмент сволока у Музеї народного побуту Переяслав
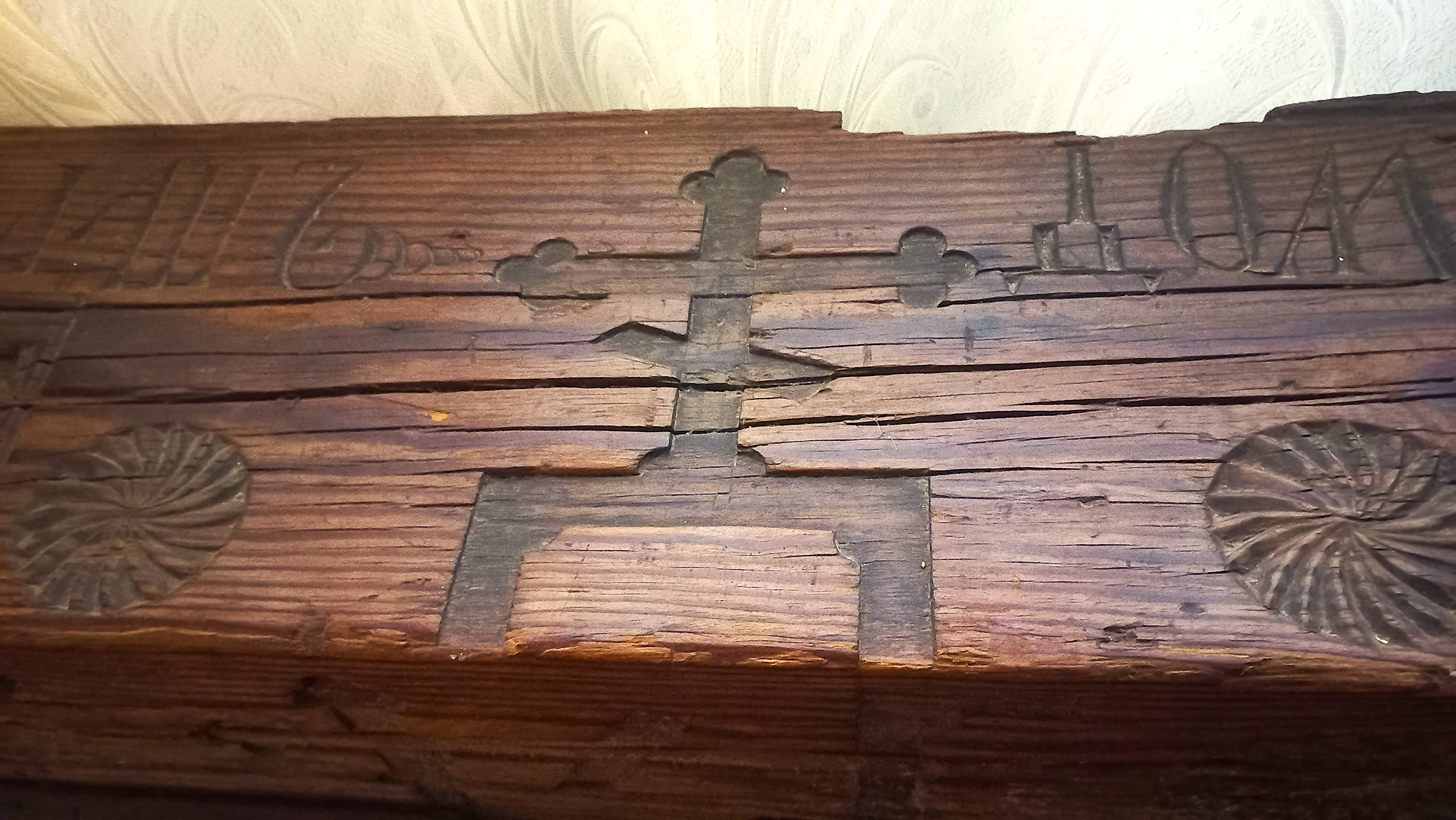
Фрагмент сволока у Музеї народного побуту Переяслав
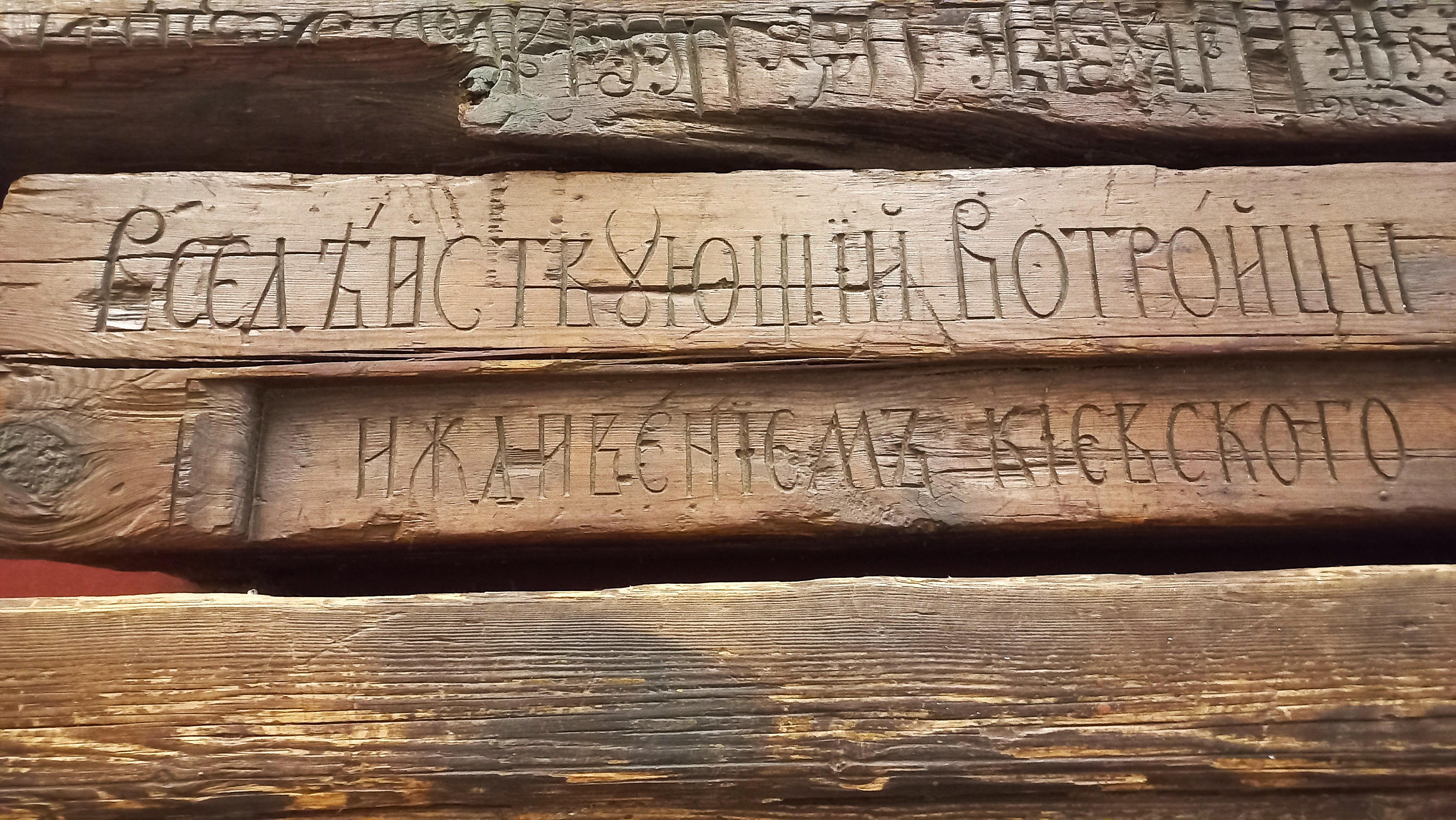
Фрагменти сволоків у Музеї народного побуту Переяслав